# Joseph Winkler (Steinmetz)

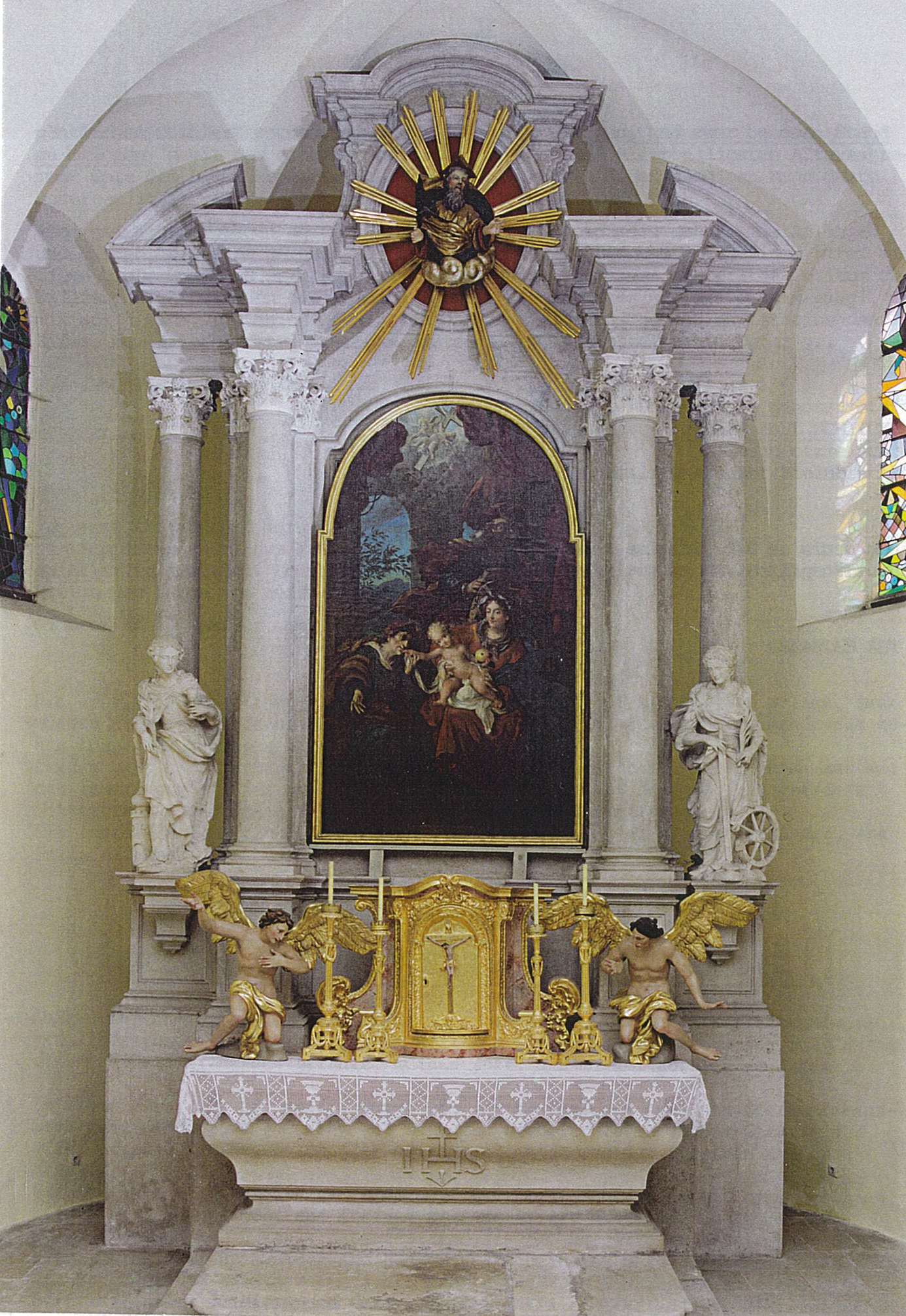
Kaisersteinbrucher Hochaltar, 1720 ein Werk der Bruderschaft, einer davon Joseph Winkler

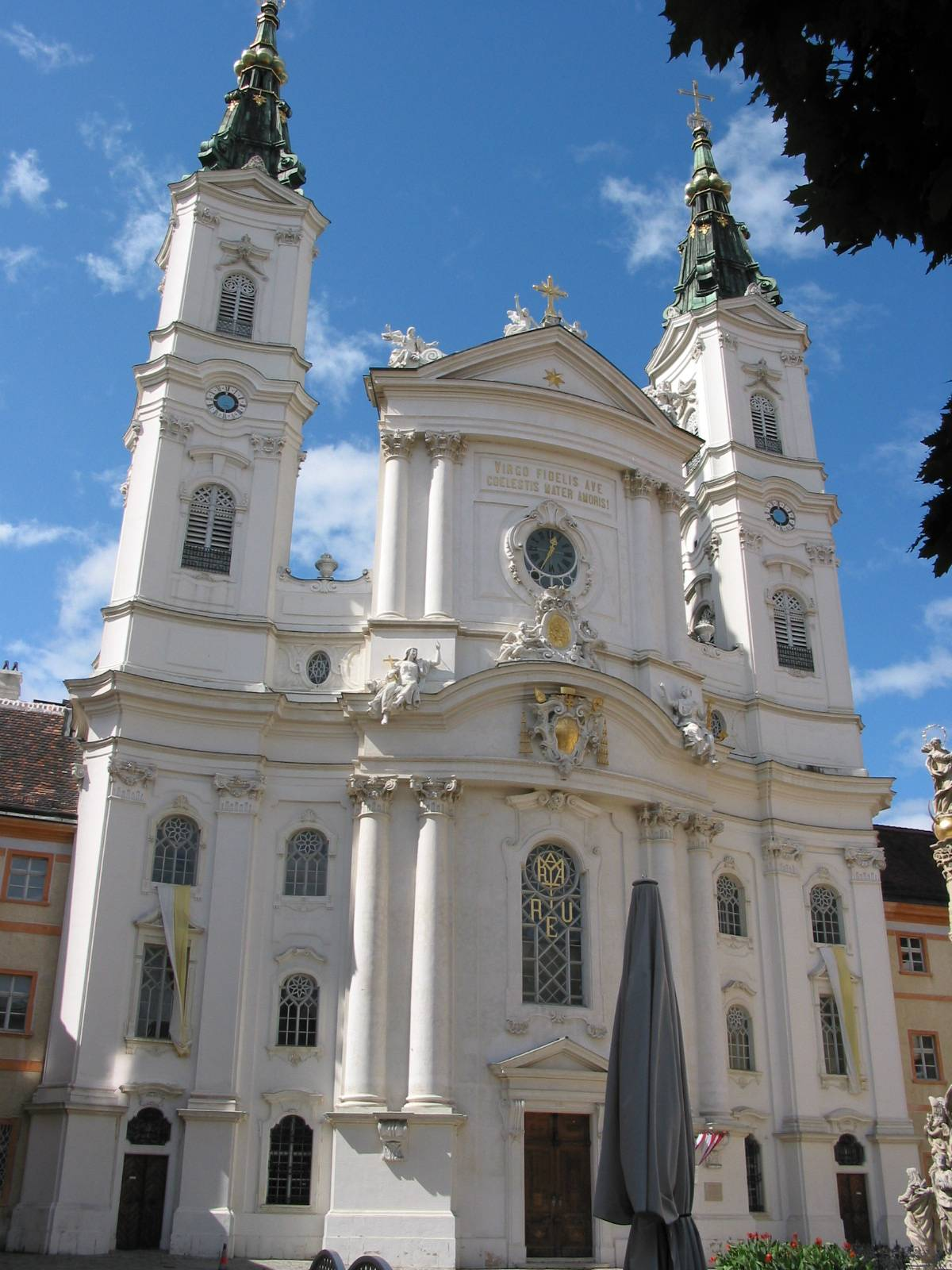
Piaristenkirche Maria Treu

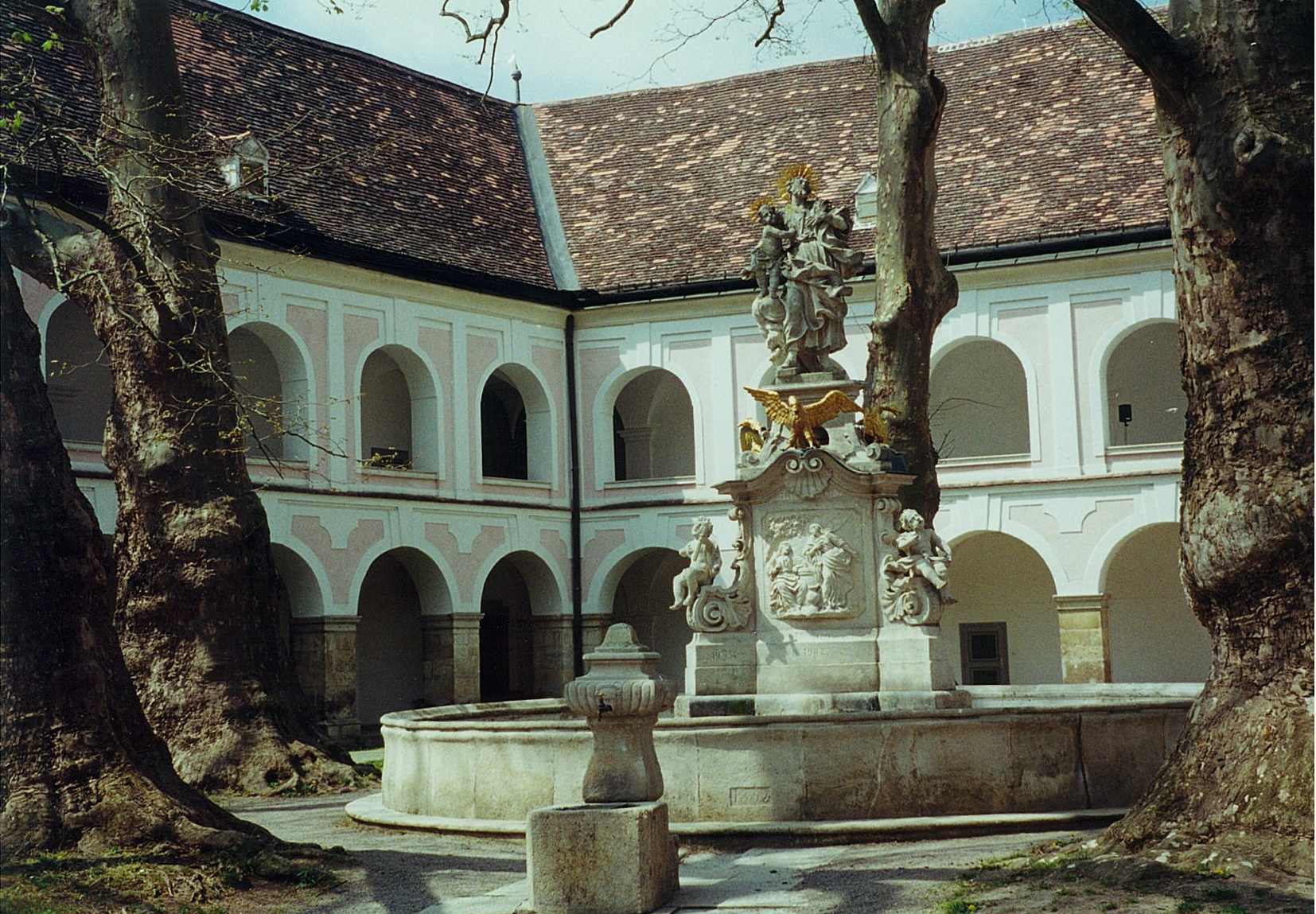
Stift Heiligenkreuz, Josefsbrunnen

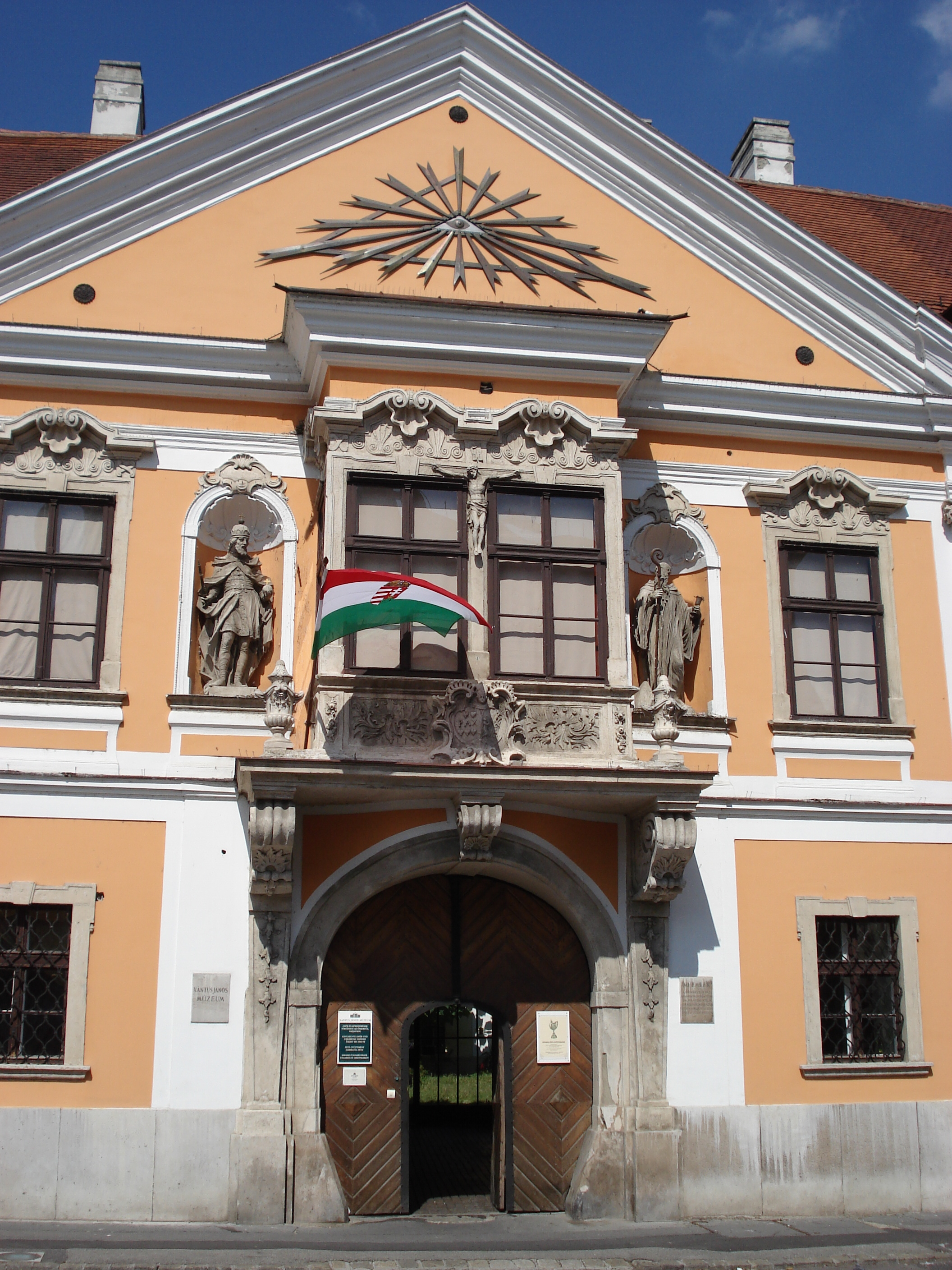
Győr, Abt-Haus

Joseph Winkler (* 1665 in Burgschleinitz bei Horn (Niederösterreich); † 15. Dezember 1748 in Kaisersteinbruch, Ungarn, heute Burgenland) war ein österreichischer Steinmetzmeister des Barocks, zum Richter in Kaisersteinbruch gewählt.

## Leben

### Hochzeit
Steinmetzmeister Joseph Winkler heiratete in der Basilika Maria Loretto am 5. Februar 1719 im Alter von 54 Jahren die 41-jährige Witwe Anna Christina des ehemaligen Richters und Steinmetzmeisters Sebastian Regondi, die fünf Kinder mit in die Ehe brachte. Trauzeugen waren vier Kaisersteinbrucher Meister, Herr Richter Johann Paul Schilck, Elias Hügel, Johann Baptist Kral und Simon Sasslaber. 
Anna Christina stand mit drei Häusern, einem ganzen und dem Teil eines Steinbruchs und Gärten im Grundbuch und ließ Winkler nach der Heirat eintragen. Bei der Geburt eines Kindes, am 11. Oktober 1724, verstarb Anna Christina Winklerin. Ihr Epitaph befindet sich im Arkadengang der Kaisersteinbrucher Kirche. 
Die Inschrift lautet:
ALHIER RUEHET DIE EHREN UND TUGENDSAMBE FRAU ANNA CHRISTINA WINCKHLERIN / GEWESTE STEINMÖTZ MEISTERIN ALHIER / IHRES ALTERS 48 JAHR / IST GESTORBEN DEN 11. OCTOBER 1724 / GODT GIB IHR DIE EWICHE RUEHE UND EIN FRAELICHE AUFERSTEHUNG. AMEN.
Nach ihrem Ableben wurde der Witwer Alleinerbe, er verheiratete sich am 9. März 1725 mit Eva Rosina (Euphrosina) N. Im Dienstbuch von 1735 war er mit zwei Steinbrüchen angeschrieben.

## Streitfall am 4. August 1725: Joseph Winkler und Simon Sasslaber
Die von ihm Kläger, Simon Sasslaber, Steinmetzmeister namens seiner Ehefrau Anastasia, angegebene und von Joseph Winkler, auch Steinmetzmeister als Beklagter, als zu weit geschehene Verschüttung  (von Schutt) seines Viertel Steinbruchs. Es wird um Abstellung und Ersetzung des dabei entstandenen Schadens angesucht. Unter Zuziehung von Richter (Elias Hügel) und Geschworene, auch einer unparteiischen Kommission der Steinmetzmeister Johann Georg Deprunner, Hans Georg Höller beide aus Loretto, Johann Caspar Plamberger aus Hof, ist am strittigen Ort einvernommen, angesehen, verglichen und veranlasst, auch nachfolgender gestalten von der Obrigkeit bestimmt worden

Dass von unten her die bei dem Kirschbaum schon gesetzten Stangen, dann ganz oben und zuletzt, der schon stehende alte Stein, an welchem auf des Sasslabers Seiten die Buchstaben A und F zu sehen waren, zwischen diesen alten Steinen und gesetzten Stangen aber die gleich in gerader Linie neugesetzten zwei Steine, welche auf der Sasslaberischen Seite mit den Buchstaben A und S, das ist Anastasia Sasslaberin, dann auf des Winklers Seiten mit den Buchstaben J und W, das ist Joseph Winkler gezeichnet, die richtige Scheidung und Benennung von nun an als das Künftige also sein und verbleiben.

## Richteramt
Der Verwalter zu Königshof als Herrschaft beschuldigte den Richter Elias Hügel diverser Vergehen, der falschen Vermessung des Stiftswaldes und damit des Holzertages usw. Das führte 1735 zu dessen Amtsenthebung. Aus Dokumenten wissen wir, dass Meister Elias bei weltlichen, aber auch kirchlichen Stellen wie dem Bischof von Raab, Freiheiten für die Bruderschaft erreichen wollte, aber verraten wurde. Die Obrigkeit setzte daraufhin den 75-jährigen Meister Joseph Winkler, einen treu ergebenen Diener der Herrschaft, als neuen Richter ein.

## Die Meister des Kaisersteinbrucher Steinmetzhandwerkes
Winkler amtierte als Richter von 1736 bis 1747, seine Mitmeister in diesen Jahren waren Elias Hügel, Johann Baptist Regondi, Simon Sasslaber, Johann Paul Schilck, Johann Paul Schilck jun., Franz Trumler und Maximilian Trumler.  
In Winklers Amtszeit, am 17. Jänner 1736, sucht die Bruderschaft um Unterstützung bei der Wieselburger Gespanschaft an, dass sie allein von der harten Steinmetzarbeit das trockene Brot kümmerlich erhalten, … wir weder Äcker, Wiesen, Weingärten, Felder zum Nutzen haben, wie alle anderen umgebenden Örther, … wir daher nur die halbe Portion (Steuer) bezahlen können.

## Salva Guardia-Privilegium für Kaisersteinbruch
→ Salva Guardia-Privilegium für Kaisersteinbruch#Königin Maria Theresia
1743: Das von ihrem Vater Kaiser Karl VI. gewährte Privilegium der Befreiung von militärischer Einquartierung wird den Meistern Elias Hügel, Joseph Winkler, Johann Baptist Regondi, Maximilian Trumler, Johann Paul Schilck und Franz Trumler erneuert und bestätigt.
Seines hohen Alters wegen wurde Richter Joseph Winkler im Oktober 1747 aus dem Amt entlassen und Meister Johann Baptist Regondi zum Nachfolger bestimmt. Dieser war der letzte „Regondi“ in Kaisersteinbruch. Winkler starb am 15. Dezember 1748. Er hinterließ ein beachtliches Vermögen, sein Epitaph ist dokumentiert, aber nicht erhalten. Er begründete eine Steinmetzfamilie, die bis ins 20. Jahrhundert Meister und Richter in Kaisersteinbruch hervorbrachte.

## Nachkommen
Tochter Anastasia (* 1727) heiratete 1751 den bürgerlichen Ledermeister Johann Michael Müntzer aus der königlichen Freistadt Pressburg.
Sohn Franz Leopold (* 1737) wurde Steinmetzmeister, Verwalter der Rochus und Sebastiani-Bruderschaft in Kaisersteinbruch.
Die Witwe und ehemalige Richterin Eva Rosina Winklerin heiratete am 27. Jänner 1750 den Eggenburger Steinmetz Johann Michael Strickner.

## Werke
- 1715–1727: Piaristenkirche Maria Treu in Wien, Architekt Johann Lucas von Hildebrandt, Steinmetzarbeit Sebastian Regondi, danach die Meisterin als Witwe, nach der Heirat übernahm Joseph Winkler
- 1720: Kaisersteinbrucher Kirche, einer der Constructores des Hochaltares.
- 1720–1725: Oberes Belvedere, mit den Mitmeistern der Bruderschaft
- 1723–1726: Wallfahrtskirche Mariazell, Architekturteile, Tore, Säulen, Steinplatten usw. Steinmetzarbeit mit Johann Paul Schilck, Johann Baptist Regondi, Elias Hügel.
- 1728–1731: Kapelle Mariä Heimsuchung in Siebenbrunn an der Via Sacra gelegen, Brunnenbecken, Steinmetzarbeit Joseph Winkler
- 1737–1739: Stift Heiligenkreuz, Josefsbrunnen, Brunnenbecken, Sockel und Stufen, Steinmetz Joseph Winkler, Bildhauer Giovanni Giuliani.
- 1742–1759: Győr, Palast der Erzäbte der Benediktinerabtei Pannonhalma, so genanntes Abt-Haus. Auftrag für Meister Joseph Winkler, danach die Meisterin, nach der Heirat 1750 übernahm Johann Michael Strickner. Portal, Treppe usw.

## Archivalien
- Archiv Mosonmagyaróvár Nr. 36/1494 Königlicher Beschluss von Maria Theresia
- Wiener Stadt- und Landesarchiv: Steinmetzakten.
- Stift Heiligenkreuz Archiv: Kirchenbücher, Register.